# 상남동 (성산구)
상남동(上南洞)은 대한민국 경상남도 창원시 성산구의 행정동 및 법정동이다. 창원시의 심장부라고 할 수 있으며, 창원시의 상업권 대부분이 이 곳에 집중적으로 있다. 최고의 유흥상가 밀집지역인 상남상업지구와 재래시장이 공존한다. 상남 지석묘(도기념물 제224호)와 상업지역을 연계한 상남분수공원 조성으로 인해 창원명소로 부각되고 있다.

## 역사
- 1973년 6월 30일 창원군 상남면
- 1973년 7월 1일 마산시 남부 출장소 용지동
- 1976년 9월 1일 경상남도 창원지구 출장소 용지지소
- 1980년 4월 1일 창원시 토월동
- 1982년 8월 7일 법정동 상남동 설치
- 1990년 5월 1일 창원시 사파동
- 1994년 6월 15일 창원시 사파동 이동민원실 운영
- 1995년 3월 12일 창원시 상남동 설치
- 1997년 7월 16일 창원시 상남동 대동출범[2]

## 아파트
- 대동토월한마음타운
- 성원아파트(토월성원그렌드타운아파트)
- 한화꿈에그린

## 교육
- 상남초등학교
- 동산초등학교
- 웅남초등학교
- 웅남중학교
- 상남중학교
- 창원중앙여자고등학교

## 편의 시설
- SK D&D 창원 엠스테이 호텔
- 롯데백화점 창원점